# Papilio anchisiades
Papilio anchisiades – gatunek motyla z rodziny paziowatych i podrodziny Papilioninae. Szeroko rozprzestrzeniony w obu Amerykach, od południowych Stanów Zjednoczonych po Argentynę. Gąsienice żerują na cytrusach, kazimirach i żółtodrzewach.

## Taksonomia

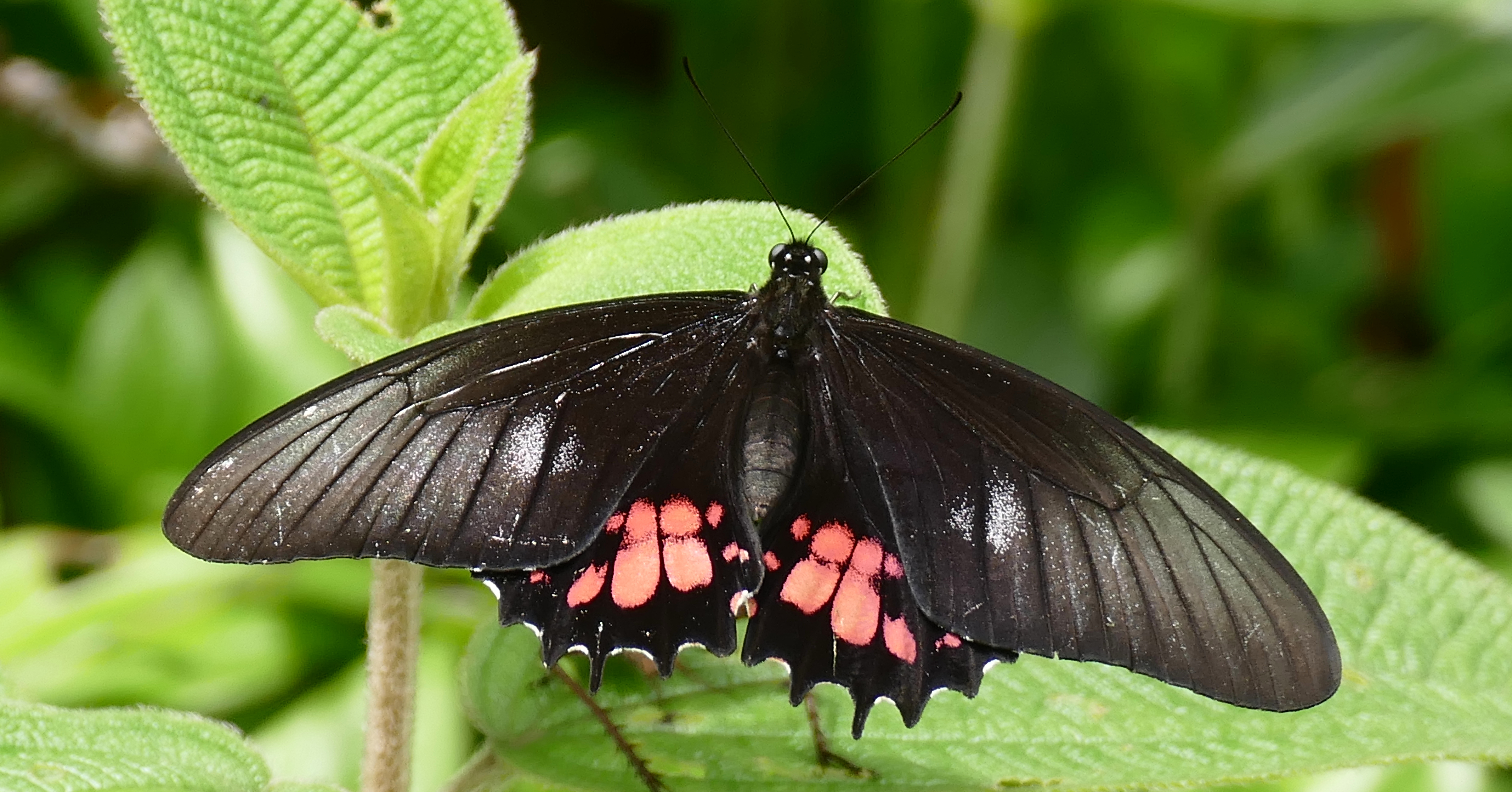
Imago w pozycji spoczynkowej

Jako pierwszy przedstawicieli tego gatunku opisał w 1780 roku Caspar Stoll, błędnie identyfikując je jako Papilio anchises. Gatunek Papilio anchisiades wyróżnił dla nich w 1788 roku Eugenius Johann Christoph Esper. Jako miejsce typowe wskazał on Surinam.
W obrębie tego gatunku wyróżnia się pięć podgatunków:
- Papilio anchisiades anchisiades Esper, 1788
- Papilio anchisiades capys (Hübner, [1809])
- Papilio anchisiades idaeus (Fabricius, 1793)
- Papilio anchisiades lamasi (Brown, 1994)
- Papilio anchisiades philastrius Fruhstorfer, 1915

Gatunek ten umieszcza się w obrębie rodzaju Papilio w grupie gatunków anchisiades wraz z P. chiansiades, P. epenetus, P. erostratus, P. isidorus, P. oxynius, P. pelaus, P. rogeri i P. hyppason. Część systematyków wydziela te gatunki do osobnego rodzaju Heraclides. W jego obrębie P. anchisiades umieszczany jest jako gatunek typowy podrodzaju Heraclides (Priamides).

## Morfologia

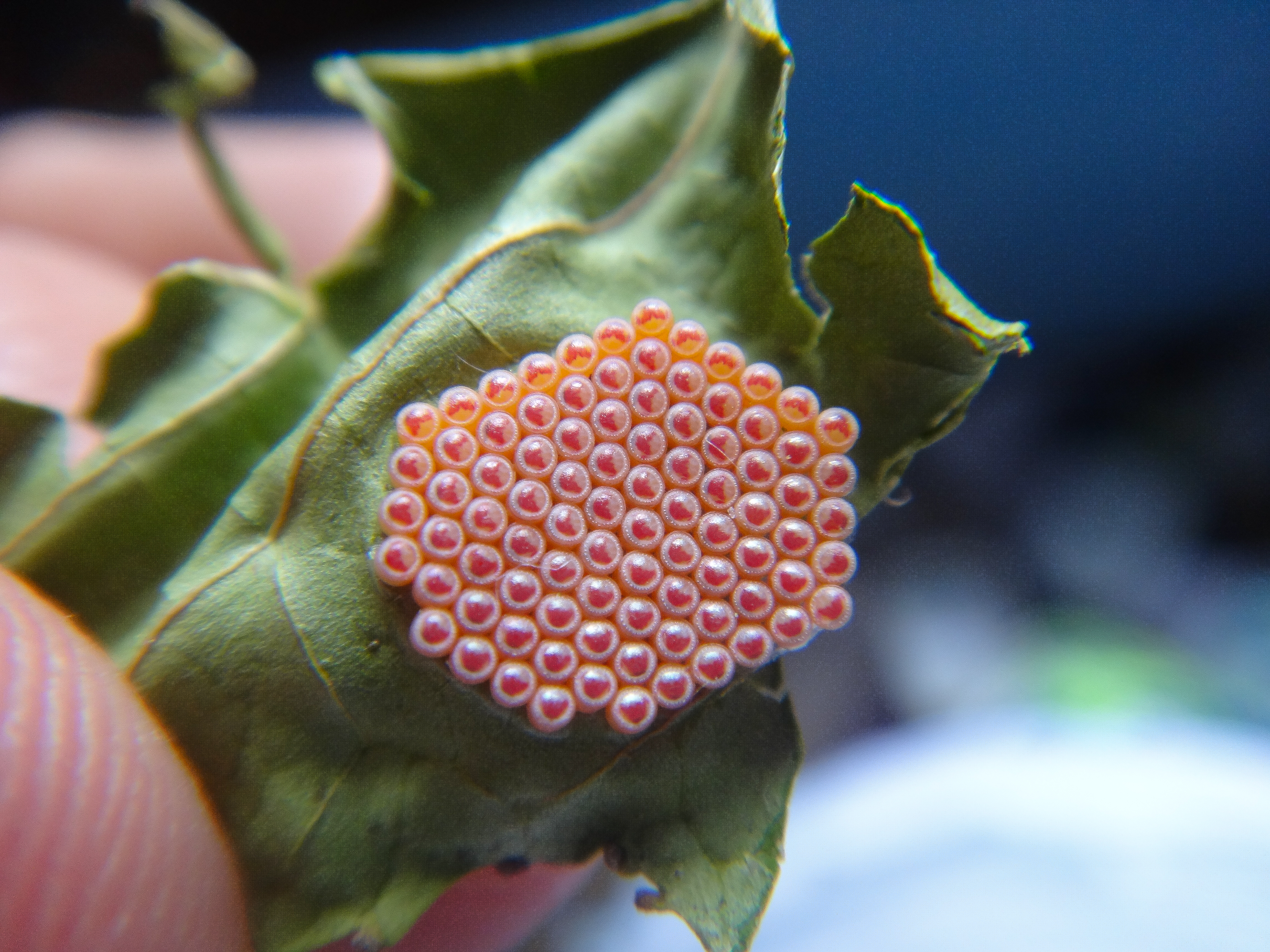
Klaster jaj

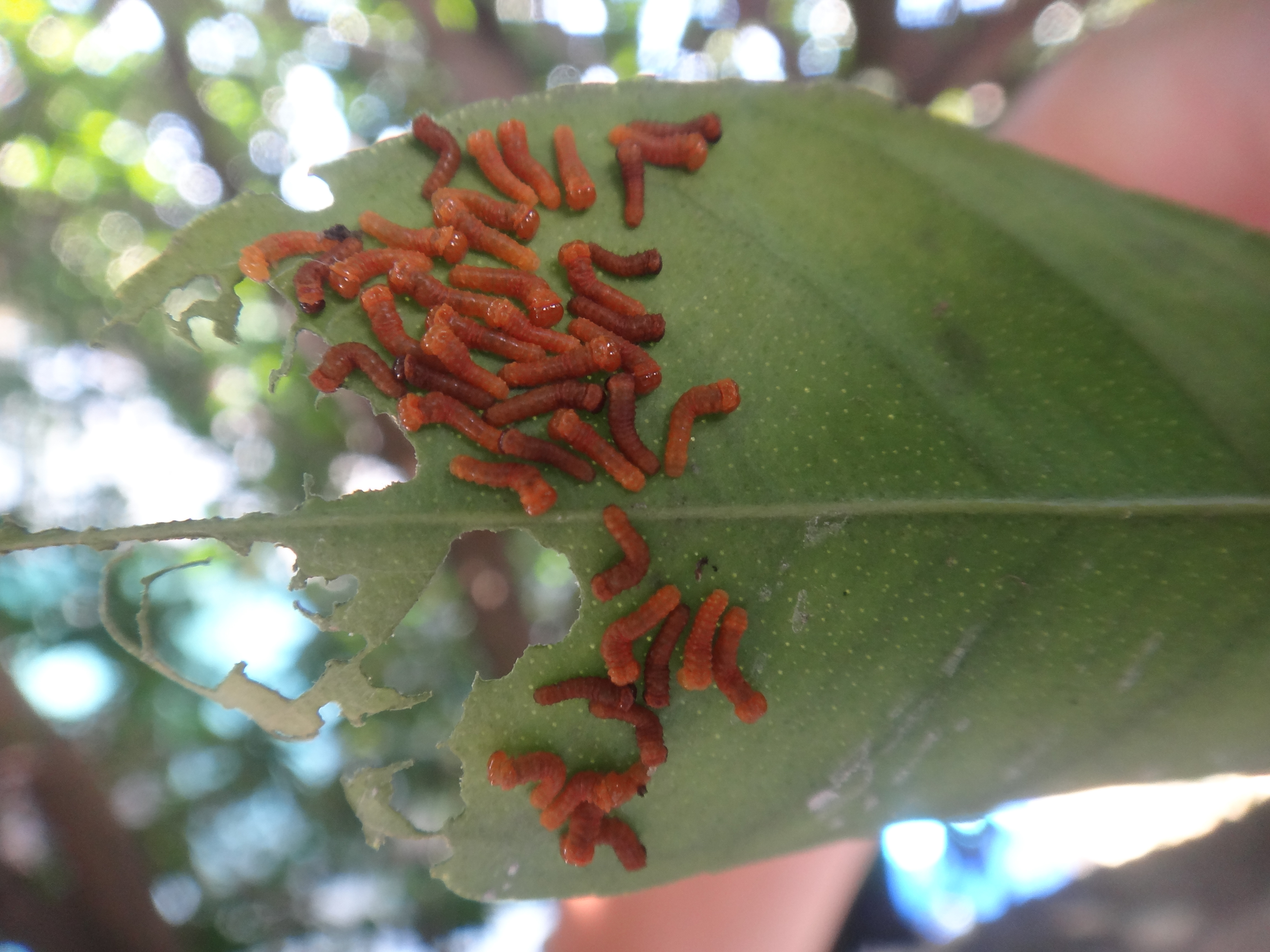
Gąsienice drugiego stadium

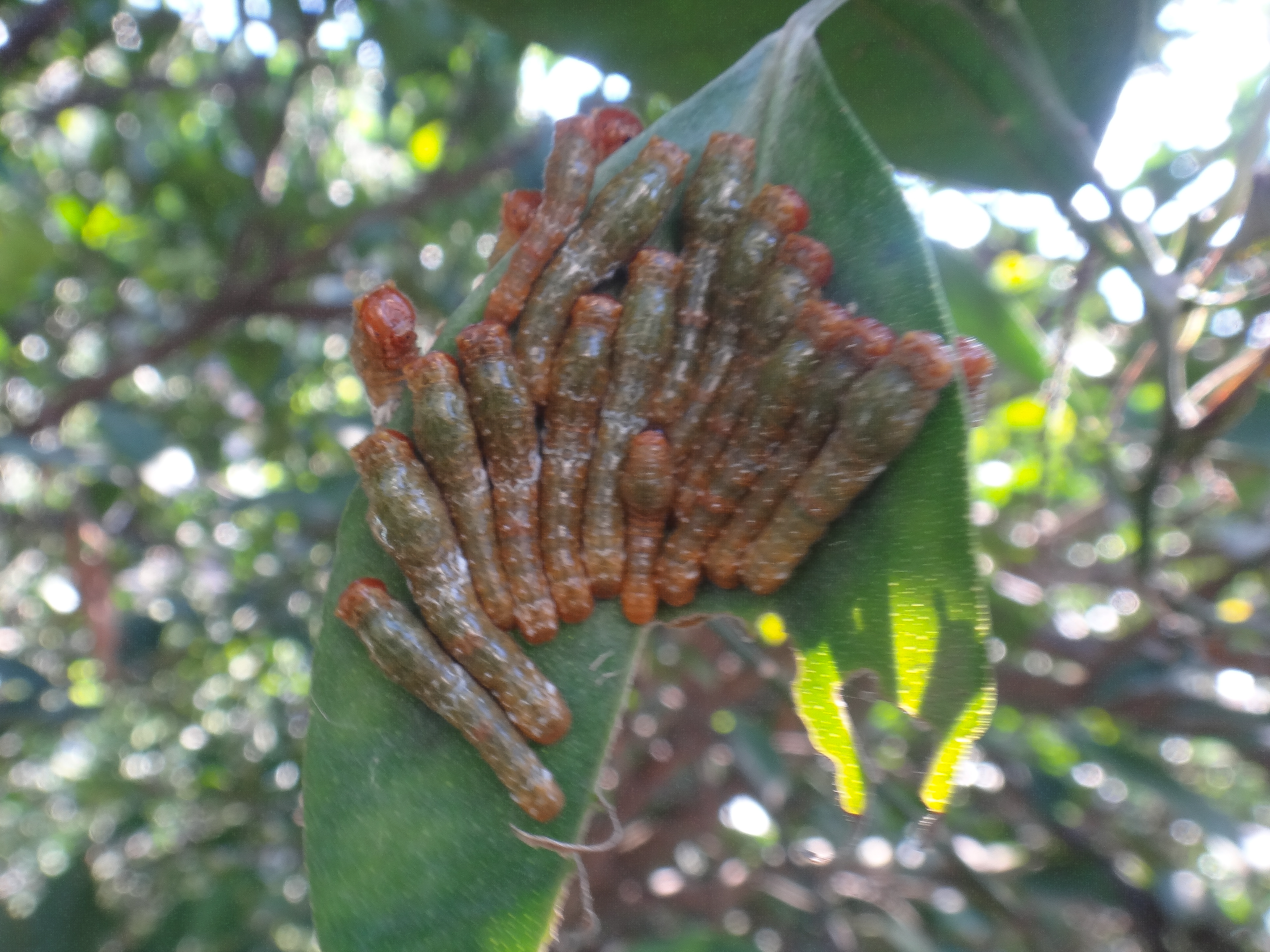
Gąsienice czwartego stadium

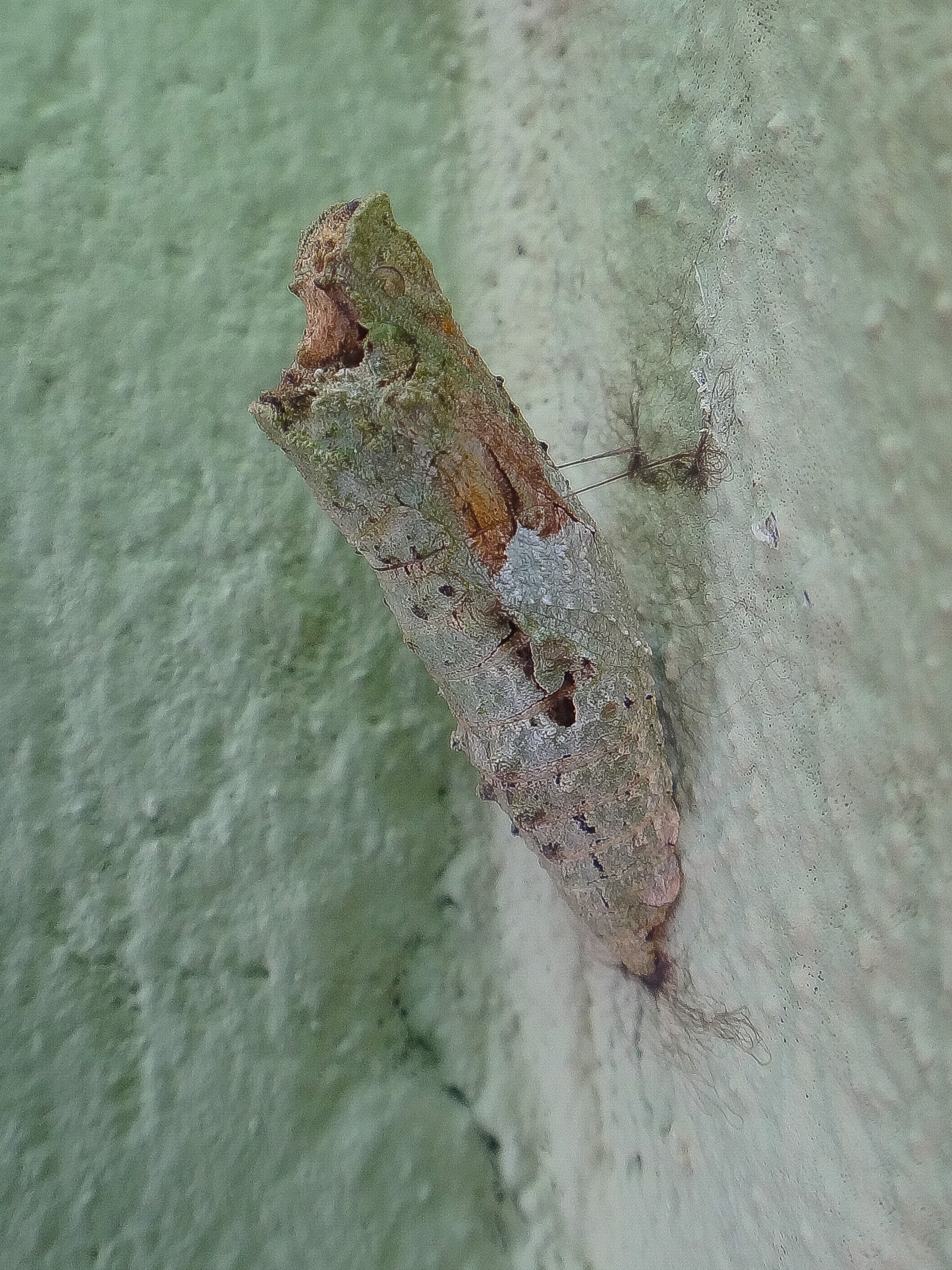
Poczwarka

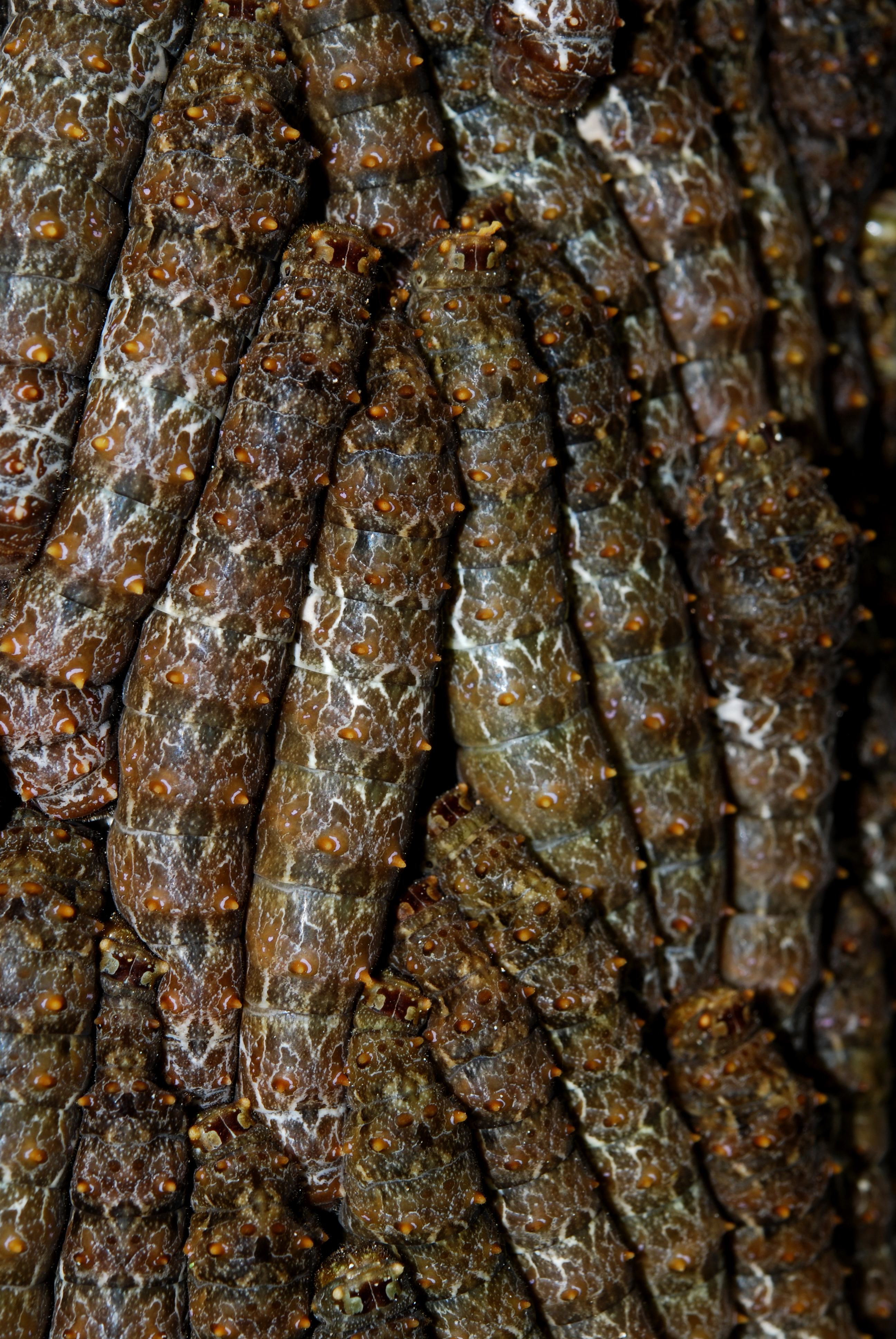
Agregacja gąsienic późnego stadium

Motyl ten osiąga od 60 do 100 mm rozpiętości skrzydeł. Obie płcie wykazują mimikrę względem przedstawicieli rodzaju Parides. Skrzydła przednie są czarne, czasem miejscami z białym oprószeniem. Skrzydła tylne są czarne z plamami barwy różowej, rubinowej lub purpurowej w części tylno-środkowej oraz białymi plamkami półksiężycowatymi przy wykrojeniach krawędzi zewnętrznych. Brzegi skrzydeł tylnych nie są wyciągnięte w typowe dla paziowatych ogony.
Gąsienica ma ubarwienie zielonobrązowe z brązową głową i kremowym nakrapianiem grzbietu. Poczwarka jest jasnobrązowa z zielonkawymi plamkami.

## Biologia i ekologia
Owad ten zasiedla wilgotne lasy równikowe, lasy mgliste, wilgotne lasy liściaste, sady, plantacje, ogrody i zielone tereny podmiejskie. Bytuje na rzędnych od poziomu morza po około 1400 m n.p.m.
Osobniki dorosłe latają od maja do października, za dnia, wyłącznie w pełnym słońcu. Żerują na nektarze kwiatów różnych drzew i krzewów, w tym z rodzaju lantana. Samce częściej niż samice spijają także bogatą w minerały wilgoć z nadrzecznych plaż i wyschniętych koryt cieków wodnych. Po przysiądnięciu motyle ruszają jeszcze skrzydłami przez kilka minut. Zwykle widywane są pojedynczo, ale mogą tworzyć agregacje z rusałkowatymi i bielinkowatymi.
Roślinami żywicielskimi gąsienic są rutowate z rodzajów cytrus, kazimira i żółtodrzew. Samice składają jaja na liściach roślin pokarmowych w klastrach liczących do 40 sztuk. Gąsienice żerują nocą, za dnia tworząc agregacje o maskującej funkcji. Przepoczwarczenie ma miejsce na pędzie rośliny. Poczwarka przyczepiona jest do niego kremastrem w pozycji wyprostowanej.
Gatunek ten nie jest uznawany za zagrożony ze względu na występowanie w szerokim spektrum siedlisk i stosunkowo dużą liczebność.

## Rozprzestrzenienie
Motyl szeroko rozprzestrzeniony w obu Amerykach. Zasięgiem obejmuje południowe krańce krainy nearktycznej i większą część krainy neotropikalnej. W Stanach Zjednoczonych występuje podgatunek P. a. idaeus, zamieszkując tam głównie południowy Teksas, rzadko pojawiając się w Arizonie i Kansas. Ten sam podgatunek zasiedla Amerykę Centralną od Meksyku przez Belize, Gwatemalę, Salwador, Honduras, Nikaraguę i Kostarykę po Panamę. P. a. philastrius jest endemitem Trynidadu. Podgatunek nominatywny zamieszkuje Kolumbię, Wenezuelę, Gujanę, Surinam, Gujanę Francuską i Peru. P. a. lamasi znany jest tylko z Ekwadoru. P. a. capys podawany jest z Boliwii, Brazylii, Paragwaju i Argentyny.